# Michel Picard (aviron)
Pour les articles homonymes, voir Michel Picard et Picard (homonymie).
Michel Picard, né le 4 mars 1954, est un rameur d'aviron français. Il est le frère du rameur André Picard.

## Carrière
Michel Picard remporte la médaille d'or mondiale en quatre sans barreur poids légers en 1975, 1976 et 1977.